# Nick Yallouris
Nicholas "Nick " Yallouris (Gosford, Nova Gal·les del Sud, 24 de febrer de 1994) és un ciclista australià, especialista en el ciclisme en pista. El 2017 es proclamà Campió del món en Persecució per equips.

## Palmarès en pista
- 2014
  -  Campió d'Austràlia en Madison (amb Jackson Law)
- 2017
  -  Campió del món en Persecució per equips (amb Cameron Meyer, Sam Welsford, Alexander Porter, Kelland O'Brien i Rohan Wight)
  -  Campió d'Oceania en Persecució per equips (amb Leigh Howard, Jordan Kerby i Kelland O'Brien)
  -  Campió d'Austràlia en Quilòmetre